# Christopher Norton
Christopher Norton (geb. 22. oder 24. Juni 1953) ist ein aus Neuseeland stammender Komponist, Arrangeur und Herausgeber, der 1977 nach England übersiedelte.
Er studierte zunächst in seiner Heimat und wirkte dort als Pianist, Musiklehrer und Komponist.
Norton ist insbesondere bekannt für seine mehrbändige Sammlung Microjazz – leichte, abgestufte Stücke in modernen Stilen wie Blues, Rock ’n’ Roll, Reggae und Jazz – und für seinen preisgekrönten Essential Guide to Pop Styles. Er arrangierte auch verschiedene Weihnachtslieder (Carols) auf Microjazz-Art.